# Agronomie et politique agricole sous le Troisième Reich
L'agronomie et la politique agricole sous le Troisième Reich (de 1933 à 1945) est caractérisée par d'importants changements, tant en ce qui concerne la production agricole que celui de son organisation.
Dès 1930-1932, la classe sociale paysanne vote en partie pour le NSDAP, ce qui accroît l'importance que le parti, arrivé au pouvoir, accorde au monde agricole. Le ministère de l'Alimentation et de l'Agriculture, dirigé par Walther Darré, contrôle bientôt le marché et la production des produits agricoles. L'augmentation de la production agricole devient un objectif tant politique qu'idéologique ; l'autosuffisance alimentaire n'est pourtant jamais atteinte et l'on doit dans une certaine mesure l'augmentation des rendements agricoles à l'utilisation de travailleurs forcés ainsi que l'exploitation massive des territoires occupés.

## Reichsnährstand

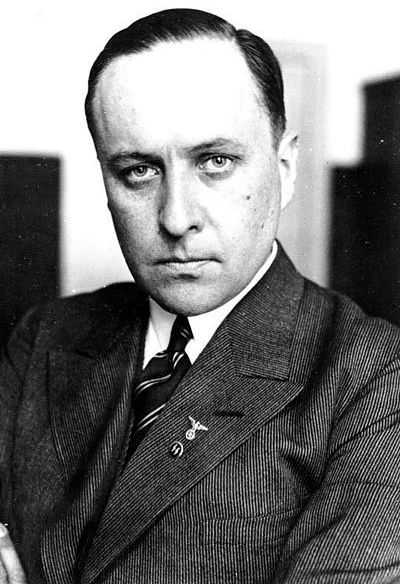
Le ministre de l'Agriculture Richard Walther Darré.

Le Reichsnährstand est le nom désignant l'immense appareil bureaucratique règlementant tous les aspects de l'agriculture, de l'alimentation et de la vie rurale sous le Troisième Reich. Mise en place par Richard Walther Darré et promulguée le 13 septembre 1933, pour surmonter la crise agricole de 1932 initiée par la chute des prix agricoles de 1927-1928, cette loi instituant la « Corporation de l'agriculture » eut pour but d'atteindre l'autarcie alimentaire du Reich en sortant l'agriculture allemande de l'économie de marché spéculative, en vue d'une expansion territoriale prévue à l'est européen dans le cadre du Generalplan Ost. Elle est à la fois une « organisation corporative centralisée » autoritaire par principe et un « syndicat » immense réunissant associations économiques, bureaux spécialisés avec des domaines d'intervention aussi larges que la fixation des prix ou des marges commerciales, jusqu'à la prononciation de sanctions disciplinaires.

### Base juridique
- loi sur la « compétence du Reich pour la régulation de la réorganisation corporative de l’agriculture », 15 juillet 1933
- loi sur l'« organisation provisoire du Reichsnährstand et les mesures de régulation des prix et du marché pour les productions agricoles », 13 septembre 1933[3]

## Structures administratives et compétences
L'administration de la Corporation de l'agriculture (Reichsnährstand) est de type hiérarchique pyramidale, conformément au Führerprinzip. Elle s'organise en fonction de quatre niveaux hiérarchiques :
| Niveau                 | Description |
| ---------------------- | --- |
| Chefs paysans du Reich | - À la tête de l'organisation centralisée se trouve le « chef des paysans du Reich » (Reichsbauernführer), nommé par le chancelier. Walther Darré occupera ce poste en même temps que celui de ministre de l'Agriculture et de l'Alimentation de 1933 à 1942. À ce niveau hiérarchique, il est secondé par son lieutenant, son état-major (Hermann Reischle à la tête) et des services administratifs (dont le responsable est Wilhelm Meinberg). Le Reichsbauernführer nomme et révoque les chefs des niveaux hiérarchiques subalternes. - L'« Assemblée des paysans » (Reichsbauerntag) réunit une fois par an les chefs régionaux et locaux des paysans à Goslar, alors capitale de l'agriculture du Reich. - Le Conseil des agriculteurs du Reich réunit également certains chefs paysans. |
| Régions                | Les 19 paysanneries présentent à leurs têtes un Landesbauernführer, également secondé par ses lieutenants et des services administratifs. |
| Cercles                | Les 514 paysanneries d'arrondissement sont administrées par les Kreisbauernschaften, également secondés de leurs lieutenants et services administratifs. |
| Localités              | C'est au niveau communal qu'on trouve l’Ostsbauernführer. |

Concernant les services administratifs rattachés à chaque échelon hiérarchique, ils se subdivisent en 3 sections internes correspondant aux compétences suivantes :
- Section 1 : le service s'occupe des personnes travaillant dans le secteur agricole. Il prend en charge les questions sociales, techniques et culturelles ; il réglemente les rapports entre les propriétaires, les fermiers et ouvriers agricoles. Il supervise la Renaissance culturelle des coutumes et traditions rurales.
- Section 2 : le service s'occupe de points plus professionnels comme l'amélioration des conditions et techniques d’exploitation, la tenue de la comptabilité des exploitations agricoles, la sélection des semences ou encore l'organisation de la formation professionnelle et l'organisation culturelle des expositions de l'agriculture tenues dans tout le pays, etc.
- Section 3 : ce troisième service se consacre aux questions  de distribution et de règlementations commerciales. Cette section des services administratifs est réorganisée en 1935 en vue de réunir tous les groupements de marchés (laitiers, céréaliers, etc.).

## Application de la politique agricole et alimentaire du Reichsnährstand

### Loi sur les fermes héréditaires (Reichserbhofgesetz)
Promulguée le 23 septembre 1933, la loi sur les fermes héréditaires vise la protection des fermes face au surendettement et l'indivisibilité des exploitations de 7,5  à   125 ha jusque-là soumises aux partages entre plusieurs héritiers et à la spéculation foncière. Elle s'appuie sur une ancienne coutume allemande : le majorat (correspondant au droit d'aînesse) et consiste essentiellement à isoler les biens de la paysannerie de l'économie capitaliste de marché en en faisant des biens de famille insaisissables. L'objectif de production maximale agricole sert aussi de support à l'impératif d'autonomie alimentaire du Reich.
Hors considération économique, la loi sur les fermes héréditaires s'appuie également sur la conception idéologique de Walther Darré (Blut und Boden) correspondant à l'idéologie raciste du nazisme : la paysannerie est selon lui une catégorie sociale qui, quand bien même menacée économiquement, représente la « source de vie », la pureté même de la race germanique « par rapport aux villes, sources de la décadence des races ».
Lorsque le paysan, qui devait n'avoir aucun ascendant juif depuis 1800, décide d'inscrire sa ferme au registre des fermes héréditaires (erbhof), il désigne alors son successeur mâle, décide unilatéralement du contrat de travail passé avec son/ses employé(s), et acquiert en somme le statut de « Führer » sur son exploitation. En outre, il reçoit le titre honorifique de « Bauer » que lui seul peut porter, bénéficie de subventions d’État sur les défrichements, de réductions sur le prix des engrais et de la certitude du débouché de ses produits. En contrepartie, l’État contrôle sa gestion et peut priver le propriétaire de cet héritage en cas de manquements à l'honneur,.
Les cohéritiers d’un erbhof lésés sont répertoriés sur une liste prioritaire pour l’acquisition de terres prévue après l’invasion de l’Europe de l’Est (Generalplan Ost) et, en attendant, bénéficiaient d'une formation professionnelle ou bien d'une dot.
En 1938, on comptait environ 685 000 de ces exploitations, totalisant plus de 15,5 millions d’hectares, soit, en proportion, 22 % des fermes exploitant environ 37% de la surface agricole (mais 60 et 70% de la surface agricole dans le nord-ouest).

### Régulation de la production
Dans le cadre de la Corporation de l'agriculture, l’État opère une politique de contrôle total de la production agricole, par détermination quantitative de la demande à l'échelle du Reich.
Conformément au principe pyramidal du pouvoir (Führerprinzip), c'est au ministre de l'Agriculture et de l'Alimentation que revient la charge de déterminer les besoins de la nation, répartis selon les besoins de chaque région. Puis chaque chef régional évalue les quantités à produire pour chaque arrondissement, et ce principe allant jusqu'à l'échelle du producteur, suivant les possibilités de son exploitation.
Le paysan a obligation de livraison correspondant exactement à la quantité de produit qui lui a été indiquée et ce, quels que soient les résultats de la récolte. Sa rétribution est par ailleurs fixée en fonction de la quantité préalablement indiquée et de la nature même du produit (la production du lin, par exemple, étant plus rémunératrice que celle du blé, sur décision des autorités). L’État peut donc favoriser un type de culture plutôt qu'un autre en fixant unilatéralement les prix. Il existe en outre des primes subsidiaires concernant la livraison de certains produits comme l'huile de colza, le soja, les graines de pavot, mais aussi des subventions pour la construction de silos à fourrage (4Rm par mètre cube).
À titre d'illustration, l'Association économique des moulins à blé et à seigle, instituée par la loi du 15 septembre 1933 visant la fusion de tous les moulins dans cet organisme, détermine pour chaque producteur la quantité finale de produit soumise à livraison dans le but de maintien du prix du blé :
« De trimestre en trimestre, les moulins doivent faire connaître la part qu'ils ont utilisée de leur contingent et la situation de leur stock de farine : d'après ces indications, l'association pourra accélérer ou ralentir le travail des moulins. [...] Le bureau des contingents, après avoir évalué les quantités de farine et de gruau nécessaires au marché allemand, attribue les contingents de fabrication. [...] Chaque moulin doit utiliser son contingent de manière à ce qu'il n'ait jamais plus en magasin qu'une quantité de farine correspondant à la moyenne mensuelle du contingent de fabrication. Tout dépassement de contingent est puni d'amende ».

### Fixation des prix
La fixation des prix est mise en place dans le but de protéger le paysan de la conjoncture des marchés et de revaloriser idéologiquement la culture de la terre.
Elle se base sur un compromis voulu « équitable » entre le volume de la masse monétaire en circulation au sein des ménages allemands et la revalorisation des revenus paysans, avec pour volonté corollaire les intérêts supérieurs de la communauté nationale.
Les Sammelstellen (« dépôts centraux ») collectent les œufs et les produits laitiers, et sont chargés de les commercialiser au prix fixé par la Corporation, en tant qu'intermédiaire obligé entre producteurs et consommateurs.
Les « groupements de marché » ou autres instances de la Corporation rendent tout profit commercial sur le marché intérieur impossible, en fixant les prix qui sont aussi contrôlés par un commissaire spécial. La variabilité des prix intérieurs est limitée par la Corporation.
Les Reichstellen, ou offices de commerce extérieur sont seuls habilités à importer des produits agraires via un système d'avis favorable/défavorable à l'importation, sur jugement de la conformité relative des prix avec ceux relevés sur le marché intérieur. C'est ainsi qu'est fixé le prix maximal donnant droit à l'importateur de concrétiser son achat, mais la marge commerciale entre le prix d'achat et le prix fixé par l'office est commué en taxe que l'importateur doit à l'office ; ainsi l'importateur ne bénéficie d'aucun écart entre les niveaux de prix.

## Propagande idéologique et «éducation» du paysan
L’État nazi fait de la paysannerie la pierre angulaire de la Communauté nationale (volksgemeinschaft) : le retour à la terre étant considéré comme l’essence même de la race germanique (blut und boden). Par ailleurs le Reich ne se contente pas d'ériger le paysan en héros national, il souhaite également éduquer la population rurale afin de gagner la "bataille pour la production".

### Volksgemeinschaftet monde rural
Idéologiquement, le paysan à une place capitale dans la société puisqu’il est l’élément indispensable de l’alimentation de la nation. Ainsi, son devoir envers la communauté nationale et sa valeur honorifique lui sont sans cesse rappelées.
L’idéologie du retour à la terre et de l’inhérence du monde rural à « l’esprit allemand » se retrouve dans divers domaines de la société comme l’éducation nationale: Les Landschulen étaient des écoles en milieu rural dans lesquelles les élèves effectuaient des travaux agricoles, les élèves des Napola (Nationalpolitischen Erziehungsanstalten) participent eux aussi aux travaux agricoles dans le cadre d'"actions à la campagne".  On suggère aux travailleurs citadins le programme "l'année à la campagne" censé les revitaliser par le contact à la terre
De grandes expositions culturelles consacrées à l’agriculture déplacent des milliers de visiteurs dans les campagnes

### Mesures locales/culturelles/pédagogiques d'encouragement à la production
L’éducation du paysan est prise en main par l’État nazi à travers des émissions radio destinées spécialement aux agriculteurs qui apportent des connaissances techniques professionnelles. Des conférences rurales sont également organisées à ces fins et des journaux spéciaux sont édités pour les campagnes (Nationalsozialistische Landpost, Wochenblätter).
Les autorités locales, sur initiatives personnelles sont amenées à suggérer au producteur des idées ayant pour but de stimuler sa motivation à produire : ainsi, lors de la fête des récoltes en Bückeberg, les autorités locales avaient incité les paysans à réserver quelques mètres carrés à la culture du lin (destinée à la confection des uniformes pour de futurs soldats allemands) en vue d’offrir ce cadeau au Führer lors de sa visite officielle.

## Dissensions paysannes
L'emprise croissante des deux premières années du régime nazi sur l'agriculture permettent un redressement relatif des conditions de vies des paysans mais le secteur agricole reste à la traîne en termes d'augmentation de revenus par rapport au secteur industriel. La masse rurale qui a contribué à porter le parti nazi au pouvoir a le sentiment d'avoir été abusée, et le critère de ses intérêts économiques cristallise le déclenchement d'une « résistance passive ».

### Raisons du mécontentement
« Les doléances des paysans tournaient surtout autour de trois aspects interdépendants de la restructuration de l’agriculture : la Reichserbhofgesetz (loi sur les fermes héréditaires du Reich) ; l’intervention accrue dans la règlementation de la production et de la commercialisation ; […] la pénurie croissante de main d’œuvre rurale ».
Le paysan bavarois n’est plus qu’un fonctionnaire sur son exploitation: perte de liberté économique, de liberté d’entreprendre et de gérer librement le rendement économique de la terre, perte de legs pour ses enfants puisque avec la loi sur les fermes héréditaires il ne peut désigner qu’un seul héritier. En outre leur femme ou leur fille ne peuvent être propriétaire.
Sentiment d’être désavantagés par la fixation des prix par les dépôts centraux considérant que si la commercialisation avait incombé au producteur il aurait pu vendre son litre de lait plus cher. L’interventionnisme accru de l’État rappelle celui de la Première Guerre mondiale aux paysans qui regrettent la liberté de commerce d’avant 1914.
La rancœur paysanne née de la déception économique s’agrandit encore lorsque le national-socialisme s’en prend aux traditions locales et à la religion dans son « combat contre l’Église ».

### Formes des contestations
À Alzenau, les paysans refusent de livrer leurs produits laitiers aux dépôts centraux tandis qu’à Bad Neustadt, ils forment une masse importante d’abstentionnistes à l’occasion du plébiscite d’août 1934 portant sur la confirmation d’Hitler à la tête du Reich.
De plus, les paysans ne sont pas aussi sensibles à la propagande que d’autres couches de la population, car beaucoup ne « lisaient pas le journal, n’avaient pas la radio, n’assistaient pas aux meetings du parti et étaient en conséquence inaccessibles à la propagande du parti ». Ils ne se déplacent pas non plus sur les places des villages où sont installés parfois des haut-parleurs et sont indifférents à tout ce qui ne sert pas leurs intérêts économiques propres ou leur conservatisme religieux, pas même les questions de suppressions de leurs droits politiques.
Ils boudent les fêtes des récoltes dès 1935 et depuis « l’obligation de livraison laitière » de 1934, refusent de plus en plus d'effectuer les livraisons, ce qui accroît la pénurie de 1936 et fait augmenter le prix du beurre. Certains menacent de produire du lait seulement pour leur consommation personnelle, et les points de collecte sont boycottés ainsi que la contribution obligatoire à l’Aide hivernale selon la loi du 13 septembre 1933.

### Répression
Afin de contrer la baisse de moral et les critiques dans les campagnes, le NSDAP organise des rassemblements ruraux en mai-juin 1934 dans lesquels des responsables du parti s’attaquent aux contestataires en démontant leurs arguments, mais ces campagnes de rééducation propagandistes se révèlent être un fiasco, tant la confiance de la paysannerie en l’État nazi s’est altérée.
La répression policière commence alors avec des saisies de beurre dans les fermes, des arrestations et des mises en détention préventive. Les paysans bâtissent en retour une campagne de contre-propagande et s’adressent aux consommateurs en leur expliquant « qu’ils pourraient livrer assez de beurre mais qu’on ne les laissait pas faire ».